# Live in Japan (Queen)
Live in Japan è una VHS dei Queen, pubblicata per la prima volta nel 1983 (solo in Giappone).

## Il video
La registrazione contiene parte dello spettacolo tenuto dalla band il 3 novembre 1982 al Seibu Lions Stadium (Tokorozawa, Giappone) durante l'ultima tappa dell'Hot Space Tour, in seguito alla pubblicazione dell'album Hot Space.
La scaletta seguita è la stessa dell'Hot Space Tour, sebbene non tutti i brani eseguiti in quella serata sono stati inseriti nella videocassetta.
Nel 2004, una parte del contenuto di questa VHS è stata inserita nei contenuti speciali del DVD Queen on Fire - Live at the Bowl.

## Tracce
1. Flash's Theme (intro, tape)
2. The Hero
3. Now I'm Here
4. Put out the Fire
5. Dragon Attack
6. Love of My Life
7. Save Me
8. Guitar Solo
9. Under Pressure
10. Crazy Little Thing Called Love
11. Bohemian Rhapsody
12. Tie Your Mother Down
13. Teo Torriatte (Let Us Cling Together)
14. We Will Rock You
15. We Are the Champions

## Formazione
- Freddie Mercury - voce, pianoforte
- Brian May - chitarra, cori, pianoforte in Teo Torriatte
- John Deacon - basso, cori
- Roger Taylor - batteria, cori